# John Washington
John Washington (Tring, Hertfordshire, Inglaterra, 1633-Virginia, América británica, 1677) fue un comerciante inglés que emigró a través del océano Atlántico y se convirtió en plantador, soldado y político en la Virginia colonial. Además de liderar la milicia local y administrar sus propias plantaciones, Washington también sirvió durante muchos años en la Cámara de los Burgueses en representación del condado de Westmoreland, Virginia. Fue el primer miembro de la familia Washington en vivir en Estados Unidos, así como el bisabuelo patrilineal de George Washington, general del Ejército Continental y primer presidente de los Estados Unidos de América.

## Primeros años y familia
John Washington nació del rector Lawrence Washington y el ex Amphillis Twigden, alrededor de 1633 (cuando su padre renunció a su beca en Oxford que requería que permaneciera soltero),
 probablemente en la casa de sus abuelos maternos en Tring, Hertfordshire, Inglaterra. Sin embargo, como adulto, John Washington dio su edad en una declaración de Virginia como 45, lo que pondría su nacimiento dos años antes. Antes de su matrimonio, Lawrence había sido profesor en la Universidad de Oxford. Había nacido en Sulgrave Manor cerca de Banbury en Oxfordshire .
Cuando John tenía ocho años, su padre lo inscribió en Charterhouse School en Londres para comenzar a prepararse para una carrera académica, pero el niño nunca asistió a la escuela. En 1633, Washington había dejado Oxford para convertirse en rector de la parroquia de Todos los Santos en Purleigh, Essex. Durante la Guerra Civil Inglesa, en 1643 los puritanos parlamentarios despojaron al monárquico reverendo Washington de ese cargo clerical, alegando mala conducta que fue disputada. El reverendo Lawrence Washington luego se convirtió en vicario de una parroquia empobrecida en Little Braxted, Essex, donde murió en enero de 1652. Su viuda regresó a la casa de la familia de sus padres en Tring, Hertfordshire, y en 1655 John se convirtió en administrador del patrimonio de su madre viuda.
John Washington fue aprendiz con un comerciante de Londres gracias a la ayuda de sus parientes Sandys.[cita requerida] Obtuvo una valiosa educación en el comercio colonial, ya que Inglaterra tenía colonias en el Caribe y América del Norte.
En 1656, John Washington invirtió con Edward Prescott en un barco mercante que transportaba tabaco desde América del Norte a los mercados europeos. Obtuvo contratos de tabaco en Europa, se unió al barco de Prescott (el Sea Horse de Londres) en Dinamarca y navegó como segundo oficial para la Colonia de Virginia . Una tormenta el 28 de febrero de 1657 provocó que el barco completamente cargado de tabaco para el viaje de regreso encallara en el río Potomac en un bajío cerca de su confluencia con Mattox Creek. Aunque la embarcación fue reparada, Washington optó por permanecer en la colonia. Sin embargo, cuando preguntó por su salario, Prescott dijo que le debía dinero, por lo que el coronel Nathaniel Pope (su futuro suegro se analiza más adelante) le dio a Prescott pieles de castor para saldar la supuesta deuda. Sin embargo, su primo, James Washington, hijo de Robert Washington (1616-1674), que trabajaba en el comercio Londres-Róterdam de los Merchant Adventurers, que también había navegado en ese viaje, regresó en el barco de Prescott.
Para complicar las cosas, este John Washington también tenía un hermano menor, Lawrence Washington, que se convirtió en comerciante, se casó con Mary Jones de Luton en Bedfordshire, Inglaterra, y luego también emigró de Inglaterra a la colonia de Virginia, donde murió. Que Lawrence también tuvo un hijo llamado John Washington (generalmente distinguido como "de Chotank", el nombre de su plantación en el condado de King George, Virginia). Que John Washington crio a los hijos de su primo Lawrence Washington (1659-1698) (el primogénito de este hombre): John Washington (1692-1746) y Augustine Washington (1693-1743) cuando regresaron de Inglaterra.

## Colonia de virginia
Washington continuó quedándose en la casa del coronel Nathaniel Pope, quien había emigrado de Inglaterra a Maryland unos veinte años antes, luego se mudó a Virginia, donde se convirtió en hacendado en Northern Neck y juez de paz para el condado de Northumberland en 1651 y teniente coronel de la milicia en 1655.  Durante su estadía, Washington se enamoró de la hija de su anfitrión, Anne, con quien se casó a fines de 1658 o principios de 1659. Ella dio a luz a su primer hijo, Laurence, en octubre de 1659. Por esa época, Washington se enteró de que su némesis, el capitán Prescott, había ahorcado a una mujer por bruja y presentó cargos de asesinato en su contra en el Tribunal General de Maryland; sin embargo, el juicio entró en conflicto con el bautismo de Laurence, por lo que Prescott quedó en libertad por falta de pruebas.
El coronel Pope le dio a la pareja un regalo de bodas de 700 acres (2,8 km 2) en Mattox Creek, así como un préstamo de 80 libras para los gastos iniciales, que perdonó en su testamento, que se presentó en abril de 1660. En 1664, Washington compró 100 acres en Bridges Creek, cerca de la confluencia con el río Potomac, y se instaló allí, en lo que ahora es parte del Monumento Nacional Lugar de Nacimiento de George Washington. Washington se convirtió en un plantador exitoso, dependiendo del trabajo de los esclavos africanos y los sirvientes británicos para cultivar tabaco como cultivo comercial, así como cultivos de cocina necesarios para mantener a su hogar y trabajadores. En 1668 estaba cultivando tabaco, con propiedades de 5.000 acres (20 km 2). Su testamento dispuso de más de 8.500 acres (34 km 2) de tierra.
El primer cargo público de Washington fue el de sacristán de la iglesia parroquial local de Appomattox en 1661 (aunque la parroquia dejaría de existir cuatro años después después de una reorganización). Washington también se desempeñó como fideicomisario de las propiedades del condado de Westmoreland y tutor de los niños. En 1661, Washington también se convirtió en forense del condado y en 1662 se convirtió en uno de los jueces de la corte del condado (con responsabilidades tanto administrativas como judiciales) y comandante de la milicia, lo que significa su aceptación en la nobleza .
Los votantes del condado de Westmoreland eligieron por primera vez a Washington como uno de sus representantes en la Cámara de los Burgueses en 1665, y continuamente ganó la reelección hasta su muerte más de una década después. Sirvió junto a los plantadores Isaac Allerton, Gerrard Fowke y su primo Nicholas Spencer.
En 1672, Washington recibió el ascenso a teniente coronel de la milicia local, ya que las relaciones con los nativos americanos volvieron a ser problemáticas. (Los colonos en el área de Northern Neck habían sido masacrados en 1622 y 1644) En 1675 (cuando el rango de Washington había aumentado a coronel), él y su colega plantador de Virginia y oficial de la milicia Isaac Allerton y el comandante de Maryland Truman lideraron represalia contra los nativos de Maryland que habían matado a tres colonos de Virginia después de una disputa comercial. Durante un parlamento planificado con la oposición descontenta y sus líderes indios americanos aliados, la milicia de Maryland mató al menos a cinco guerreros Doeg y Susquehannock que se rindieron o se rindieron. Por sus esfuerzos en la supresión de los nativos americanos, Susquehannock le dio a John el apodo de " Town Destroyer ".  Unas ocho décadas más tarde, durante la guerra franco-india, Séneca otorgaría el mismo título al bisnieto de Washington, George, tanto por su propia destreza en la guerra contra las tribus como en recuerdo de la destrucción sufrida por su antepasado.

Los daños resultantes a los colonos y sus propiedades contribuyeron más tarde a la Rebelión de Bacon en 1676, durante la cual el coronel Washington apoyó al gobernador William Berkeley. Durante la rebelión, las fuerzas de Bacon saquearon la propiedad de Washington, entre otras. Tras la muerte de Bacon y la supresión de la rebelión de Bacon, una comisión investigadora criticó al gobernador William Berkeley, quien regresó a Inglaterra, por lo que el primo de John, Nicholas Spencer, que había viajado con Berkeley a Virginia, se convirtió en gobernador interino de Virginia. Sin embargo, Washington murió en cuestión de meses, como se explica a continuación.

## Matrimonio y familia
John Washington se casó tres veces. Se casó con Anne Pope a fines de 1658.  Tuvieron los siguientes hijos juntos:
- Lawrence Washington (1659–1698),[29]  quien también serviría como Burgess

- John Washington Jr.),[29]  (1661–23 de febrero de 1698)

- Anne Washington[30]  (1662-1697), que se casó con Francis Wright, que era el alguacil del condado, miembro de la junta parroquial y juez del tribunal del condado[31][7]

- 2 niños adicionales, nombres desconocidos, mencionados como fallecidos en el testamento de Washington fechado el 21 de septiembre de 1675[32]

Después de la muerte de Anne Pope, Washington se casó con una viuda llamada Anne, que había sobrevivido a los maridos Walter Brodhurst y Henry Brett, pero no tuvo hijos con Washington. Se desconoce su apellido de soltera.
Después de la muerte de su segunda esposa, John Washington se casó con Frances Gerard (una hija de Thomas Gerard y viuda de Thomas Speke, Valentine Peyton y John Appleton). Este tercer matrimonio ocurrió alrededor del 10 de mayo de 1676 cuando se registró un "joynture" entre la Sra. Frances Appleton y John Washington en el condado de Westmoreland, Virginia.

## Muerte y legado
Aunque no se ha registrado la fecha exacta, ocurrió después de que Washington asistiera a una reunión sobre impuestos y la rebelión reprimida el 14 de agosto de 1677. El testamento de Washington fue admitido a legalización el 26 de septiembre de 1677. Su patrimonio consistía en más de 8.500 hectáreas. John y su primera esposa Anne Pope están enterrados cerca de la actual Colonial Beach, Virginia , en lo que ahora se llama el Monumento Nacional Lugar de Nacimiento de George Washington. Su bóveda es la más grande del pequeño enterramiento familiar.
Durante la vida de John, el nombre de la parroquia local de la Iglesia Anglicana (la iglesia establecida en la Virginia colonial y, por lo tanto, también un distrito fiscal del condado) se cambió a Washington en su honor.